# Marco 15

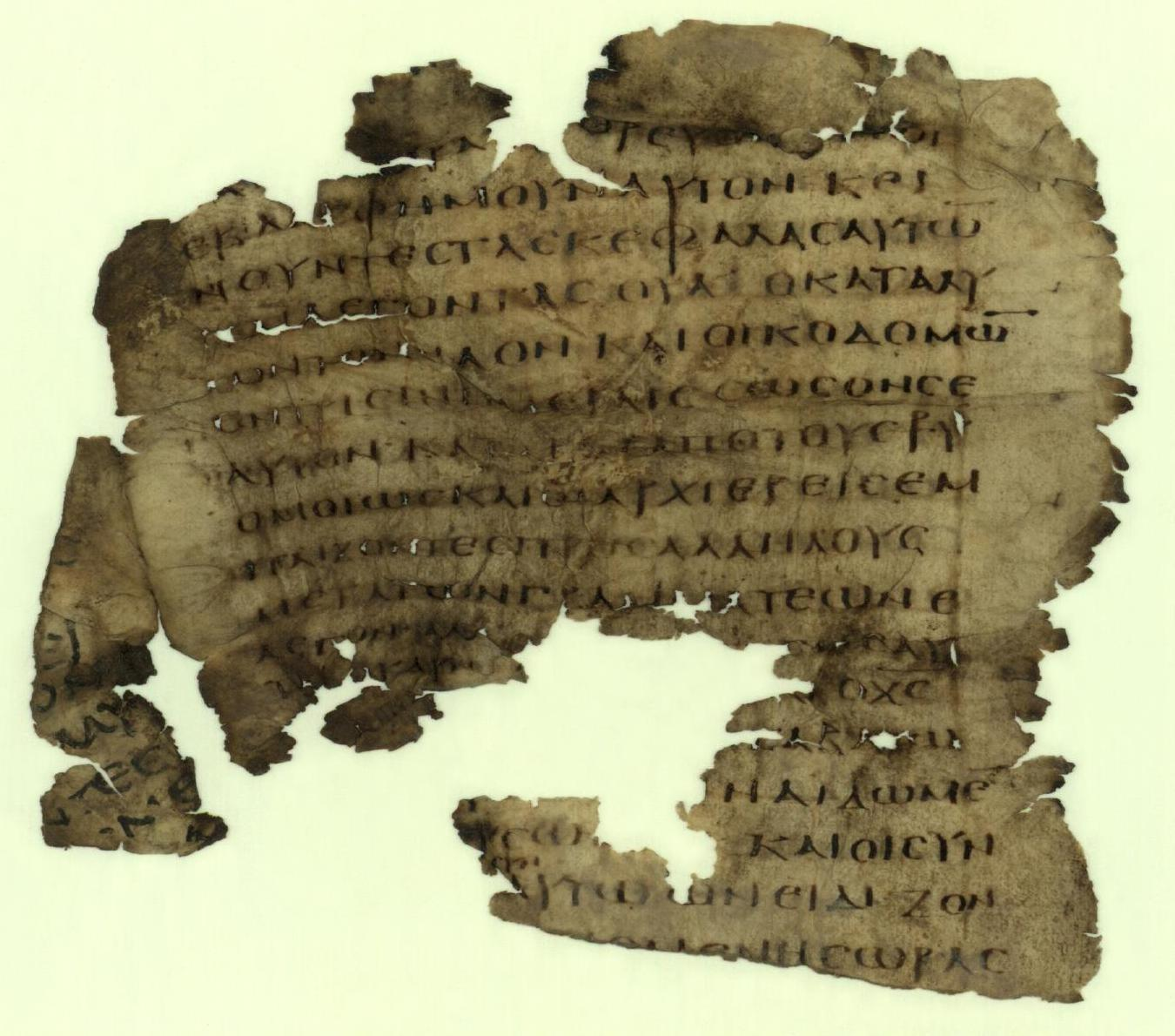
Frammento dell'Onciale 059 (IV/V secolo) che riporta Marco 15,29–33.

Marco 15 è il quindicesimo capitolo del vangelo secondo Marco nel Nuovo Testamento. Questo capitolo riporta la narrazione della Passione di Gesù, partendo dal processo presso Ponzio Pilato, la crocifissione, la morte e la sepoltura.

## Testo
Il testo originale venne scritto in greco antico. Questo capitolo è diviso in 47 versetti.

### Testimonianze scritte

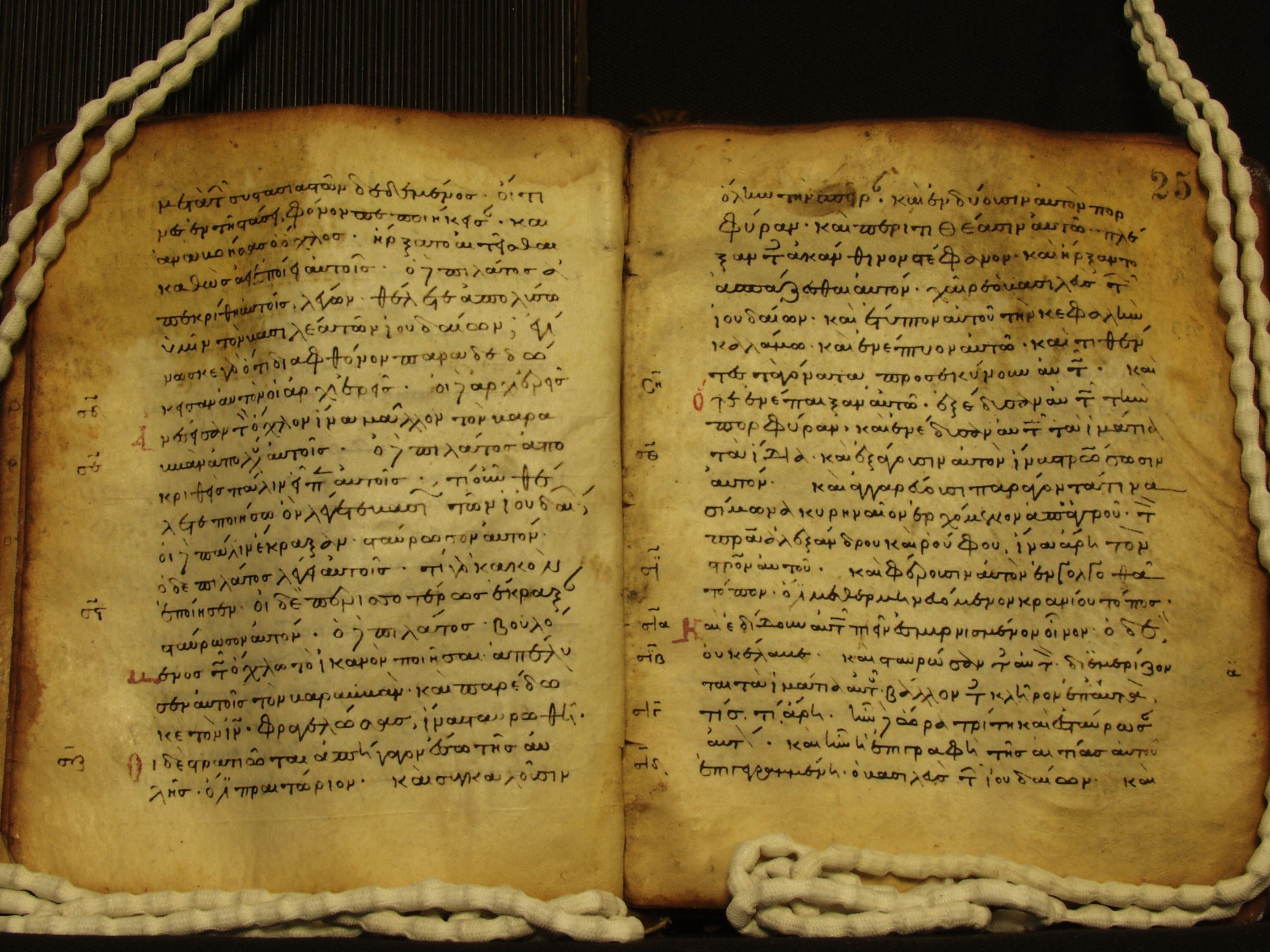
Marco 15,6-27 sul Minuscolo 2445, XII secolo

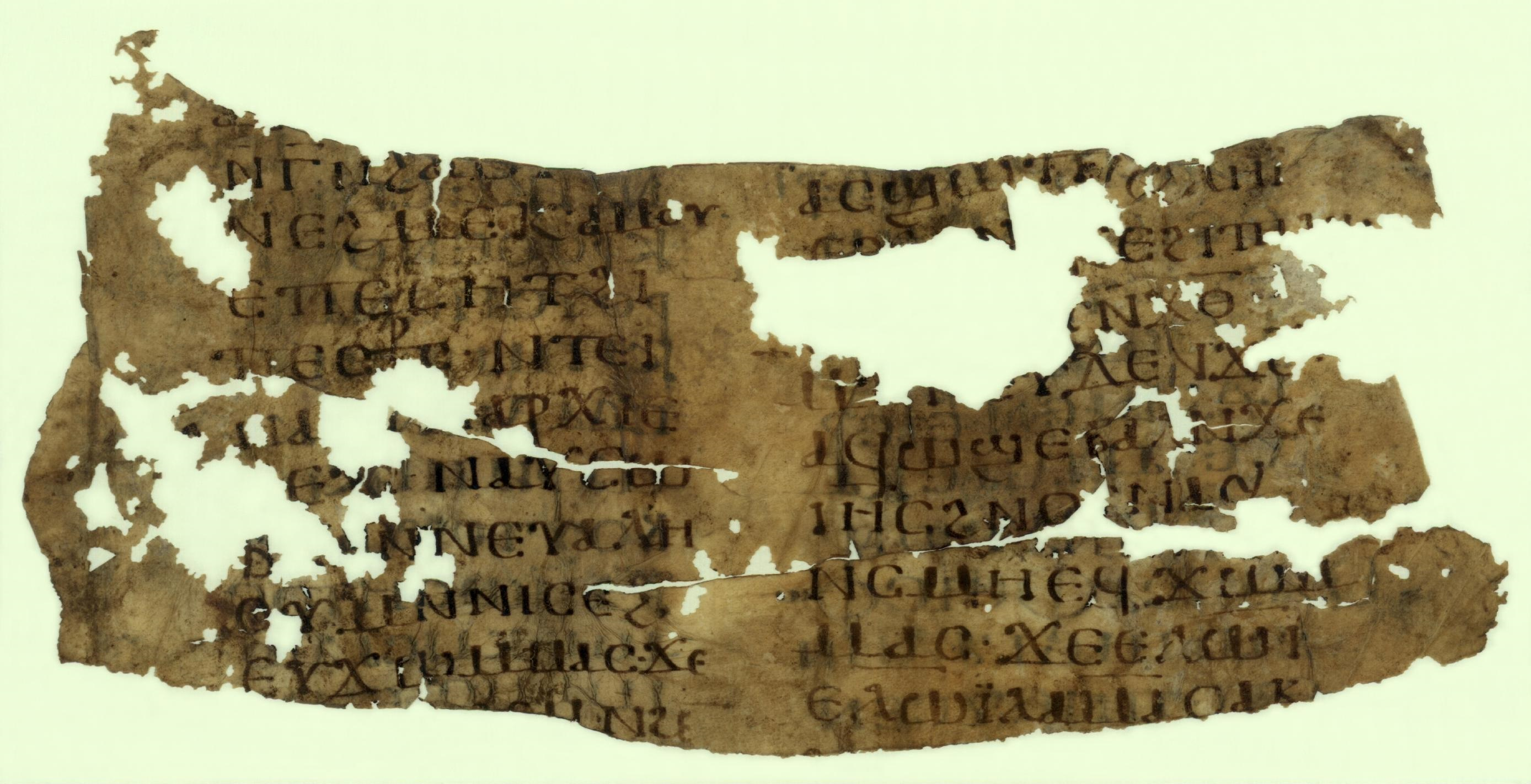
Marco 15,29–31,33-34 nell'Onciale 0184 dal VI secolo

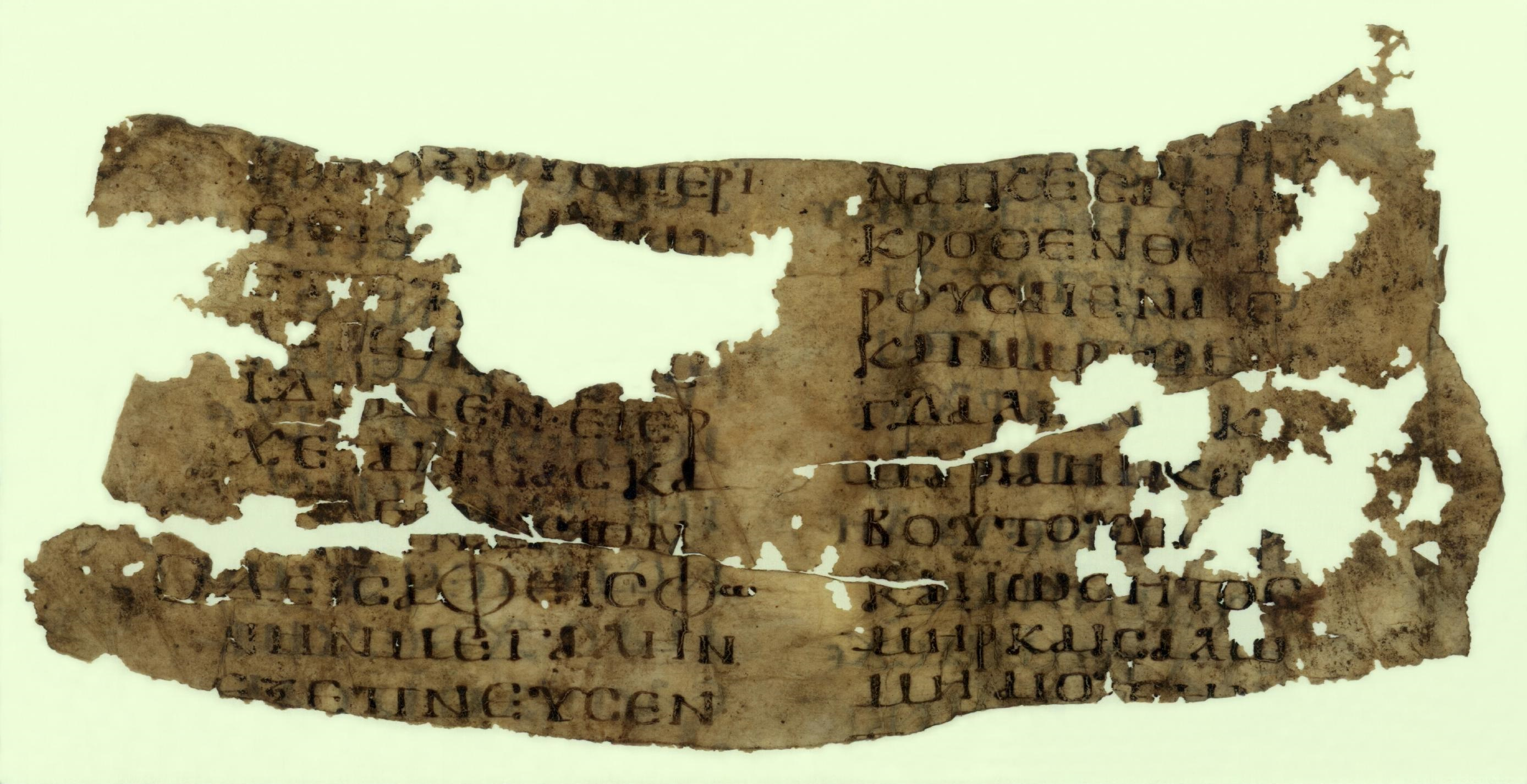
Marco 15,36–37,40-41 in greco-copto nell'Onciale 0184 (Vindobonensis Pap. K. 8662; VI secolo).

Tra le principali testimonianze documentali di questo capitolo vi sono:
- Codex Vaticanus (325-350)
- Codex Sinaiticus (330-360)
- Codex Bezae (~400)
- Codex Washingtonianus (~400)
- Codex Alexandrinus (400-440)
- Codex Ephraemi Rescriptus (~450)

## Processo presso Pilato

### Versetto 1
Al mattino i sommi sacerdoti, con gli anziani, gli scribi e tutto il sinedrio, dopo aver tenuto consiglio, misero in catene Gesù, lo condussero e lo consegnarono a Pilato.
Nel precedente capitolo, Marco aveva detto che "tutti i capi dei sacerdoti, gli anziani e gli scribi", "tutti nel concilio", avevano preso parte al processo notturno a Gesù. La mattina successiva, di prim'ora, il consiglio o il sinedrio aveva ormai preso la propria decisione portando Gesù presso Ponzio Pilato. Pilato era il prefetto romano (governatore) della provincia della Giudea dal 26 al 36, che comprendeva le regioni della Idumea, della Giudea e della Samaria e non includeva la Galilea, che si trovava sotto la diretta giurisdizione di Erode Antipa. William Robertson Nicoll ha sottolineato che la "consultazione" fatta dai sacerdoti non fosse un vero e proprio giudizio di tribunale, e che fosse necessario un parere di giuristi, da cui appunto la scelta di Pilato.
Inoltre, secondo Matteo, per quanto i membri del sinedrio avessero ormai deciso di togliere di mezzo Gesù con la morte, solo i Romani potevano porre a morte qualcuno, anche se ciò va in contrasto con quanto riportato i Atti 6,12 dove si dice che il Sinedrio ordinò la lapidazione di Santo Stefano e anche di San Giacomo secondo quanto riportato in Antichità giudaiche (20,9.1).

### Versetto 2
Allora Pilato prese a interrogarlo: «Sei tu il re dei Giudei?». Ed egli rispose: «Tu lo dici»
Il testo greco riporta:
καὶ ἐπηρώτησεν αὐτὸν ὁ Πιλάτος, Σὺ εἶ ὁ βασιλεὺς τῶν Ἰουδαίων;
ὁ δὲ ἀποκριθεὶς εἶπεν αὐτῷ, Σὺ λέγεις.
Pilato non chiede a Gesù se egli sia il Messia, ma piuttosto se il suo ruolo abbia una connotazione politica, e quindi se egli si proclami re dei Giudei, a differenza di ciò che interessava veramente ai membri del sinedrio che intendevano incolparlo di blasfemia se si fosse proclamato pubblicamente come il Messia atteso. Il vero problema per Pilato, dunque, non è la questione religiosa, che evidentemente non rientra nei suoi interessi né come governatore romano né come pagano (e non ebreo), ma piuttosto il fatto che Gesù possa divenire un caso politico, tramutandosi in un veicolo per insurrezioni. Gesù non si era mai schierato politicamente, ma ad esempio in Marco 12,17, Gesù aveva detto la famosa frase Date a Cesare quello che è di Cesare e a Dio quello che è di Dio, facendo quindi dedurre di non essere affiliato ai rivoluzionari zeloti.

### Versetto 3
I sommi sacerdoti frattanto gli muovevano molte accuse.
I capi dei sacerdoti che rimanevano in attesa del giudizio di Pilato, nel frattempo "gli muovevano molte accuse". Nicoll ha sottolineato come anche una singola accusa, ciò quella che Gesù si dichiarasse re, non era sufficiente a porlo a morte perché non rappresentava una minaccia concreta. Alla risposta data da Gesù, Pilato incalzò nuovamente il prigioniero, ma questo rimaneva in silenzio, fatto che sorprese Pilato. Secondo il vangelo di Luca, Pilato decise a questo punto di inviare Gesù da Erode Antipa perché Gesù era un galileo e tale area si trovava sotto la giurisdizione diretta di Erode. Il sovrano locale, eccitato dall'idea di vedere Gesù per la prima volta, finisce per infastidirsi della sua presenza e lo rimanda a Pilato.

### Rilascio di Barabba
Secondo il racconto di Marco, era costume in occasione del Pesach liberare un prigioniero condannato a morte, come immagine di libertà. All'epoca di Pilato non è registrata storicamente alcuna liberazione, per quella stessa crudeltà amministrativa per cui poi il governatore sarà poi fatto dimettere dal suo incarico in Giudea. (JA18.4.2) Tutti i vangeli concordano con la versione di Marco. Alcuni teologi suggeriscono che Pilato fece questo atto di liberazione una volta sola, in questa della storia di Gesù, altri invece che abbia ripetuto il gesto poche volte.
Marco non cita l'episodio del sogno avuto dalla moglie di Pilato che lo avvisava di non avere a che fare con Gesù e con la sua vicenda. Pilato, nel testo di Marco, si rivolge direttamente alla folla e chiede ad essa se volesse liberare il re dei Giudei.

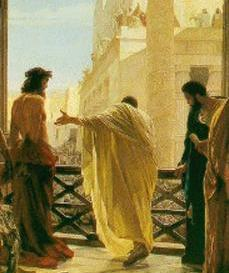
Ecce Homo, Antonio Ciseri, XIX secolo: Ponzio Pilato presenta Gesù di Nazareth alla folla

I sacerdoti ad ogni modo riescono a convincere la folla a chiedere il rilascio di Barabba, un altro prigioniero. Marco dice che nella prigione quest'ultimo era stato incarcerato "con" gli insurrezionisti che avevano commesso degli omicidi nel corso di una recente στασισ (stasis, rivolta), probabilmente "una delle... numerose insurrezioni contro il potere di Roma". Il teologo John Gill riporta come Barabba fosse probabilmente "a capo" dei ribelli. Sia Luca che Giovanni riportano il fatto che egli fosse uno zelota. Gesù sembra quindi che fosse già condannato ancora prima di questo rito del rilascio del prigioniero.
Pilato chiese quindi cosa fare di Gesù e la folla risponde che venga crocifisso, ma Pilato ancora una volta chiede di quale crimine lo si accusi. Di fronte alla richiesta insistente di Pilato, il governatore è costretto a rilasciare Barabba ed a far flagellare Gesù per poi inviarlo alla crocifissione.
Per la flagellazione, Gesù viene quindi legato ad una colonna e battuto con fruste con frammenti di metallo o di osso. La crocifissione era una pena capitale particolarmente infamante che poneva un marchio su tutta la famiglia del condannato.
I magistrati romani usavano le esecuzioni con discrezione e pertanto molti si sono chiesti come mai Pilato abbia finito per condannare Gesù alla pena capitale. Uno dei motivi che probabilmente spinsero Pilato ad agire in questo modo era la richiesta insistente della folla e la necessità di placarla per evitare lo scoppio di una nuova insurrezione, visto lo strascico che ancora si protraeva dell'ultima.

## I soldati scherniscono Gesù

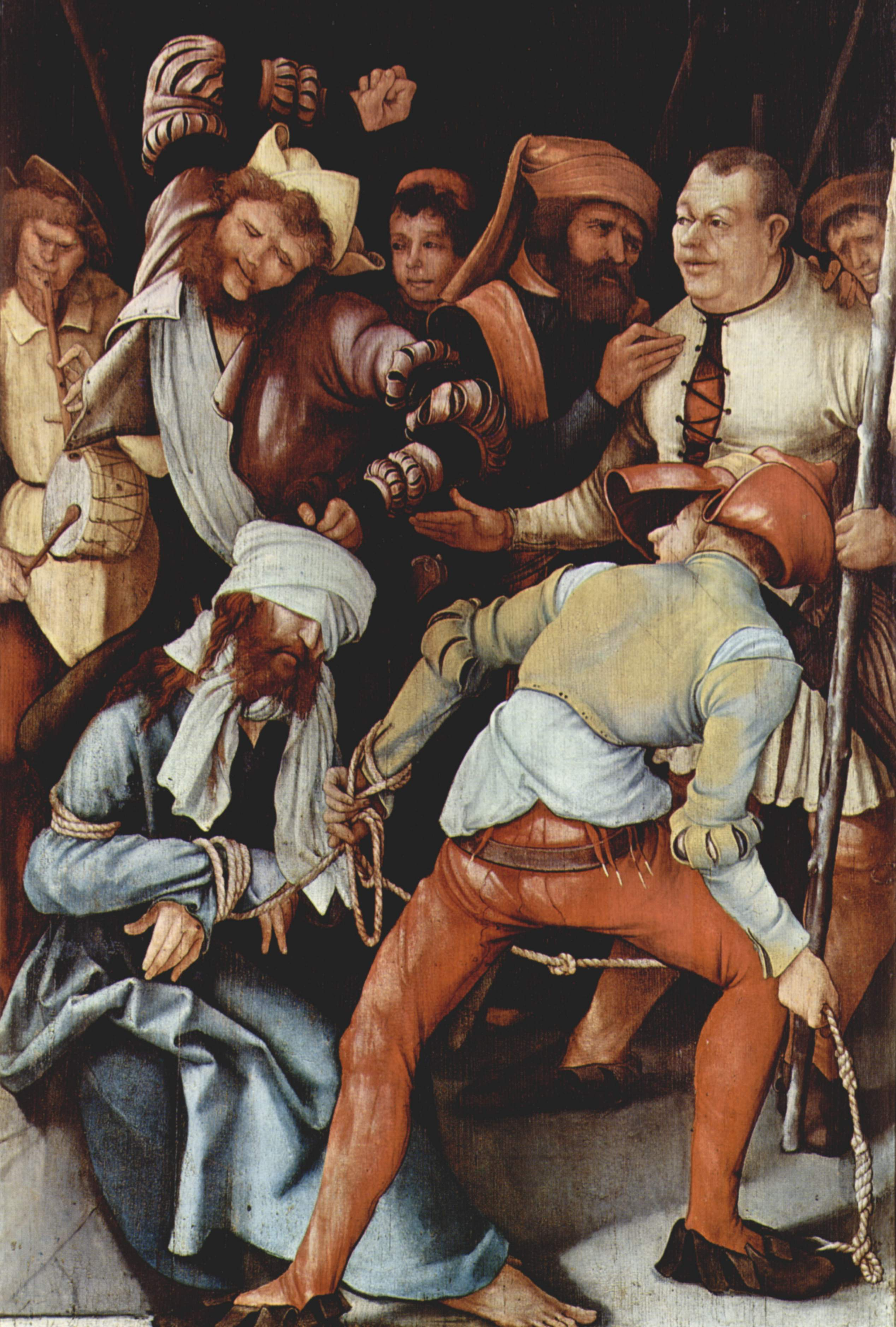
Schernimento di Cristo, di Grünewald

Marco riporta quindi che i soldati presero Gesù e lo portarono dal Pretorio al Palazzo di Erode o alla Fortezza Antonia. Qui si unirono a loro altri soldati, reclute della Palestina o della Siria.
I soldati misero sulle spalle di Gesù un mantello color porpora e gli posero sul capo una corona di spine, schernendolo e salutandolo come re dei Giudei per sbeffeggiarlo. Lo colpivano sulla testa con un bastone e gli rendevano omaggio per schernirlo ulteriormente.
Gesù viene rivestito con gli elementi tipici dei sovrani. Il porpora era il colore indossato storicamente dai sovrani, come pure l'uso della corona e dello scettro, anch'essi simboli regali. L'intera scena è intrisa di ironia divina, dal omento che sebbene i soldati lo facciano per schernirlo, Gesù viene "coronato" Messia dalla sua stessa Passione come riportato in questo passo di Marco, dando così compimento ai piani di Dio.

## Crocifissione di Gesù

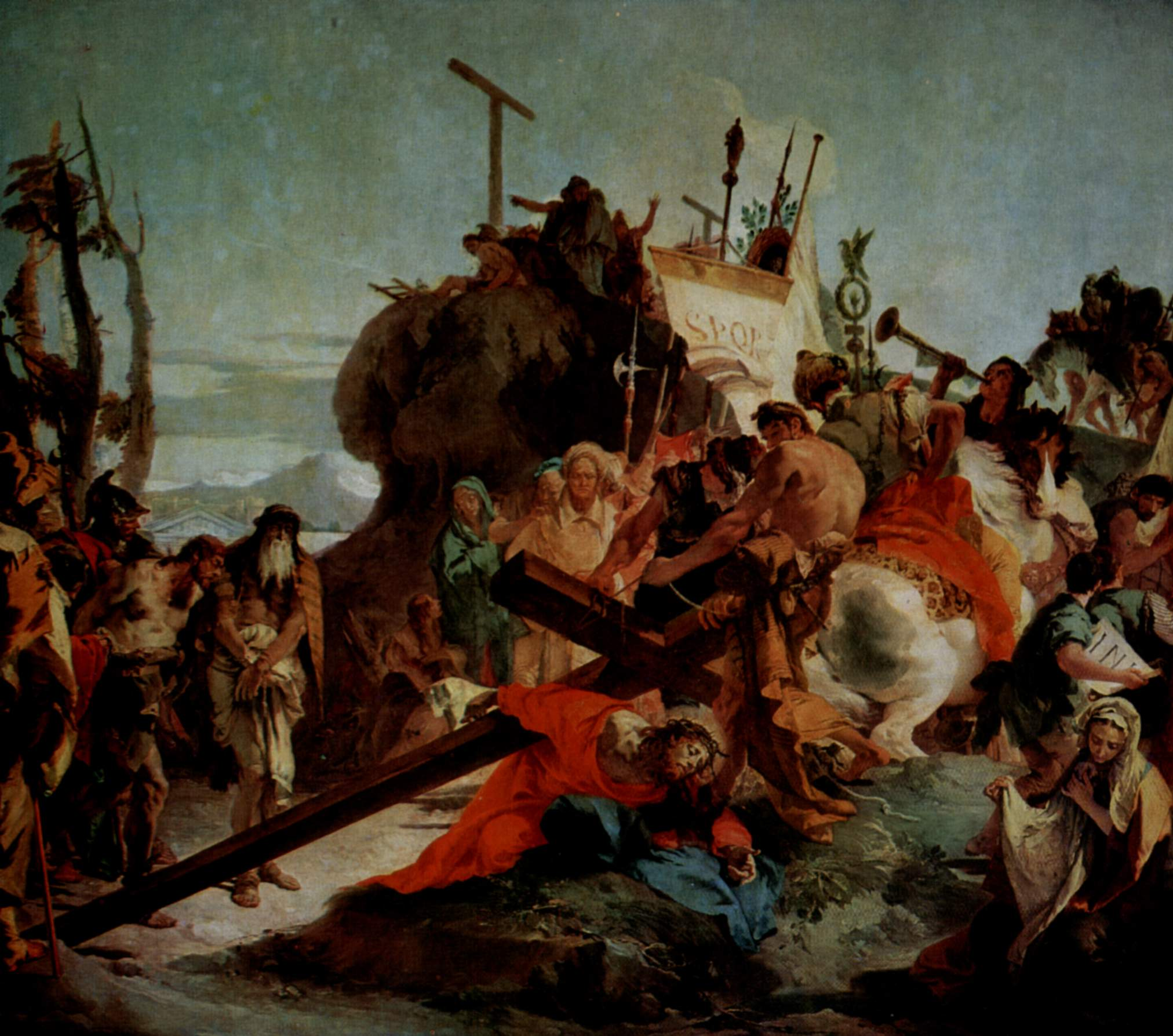
Via Crucis, Ascesa al Calvario, di Giovanni Battista Tiepolo

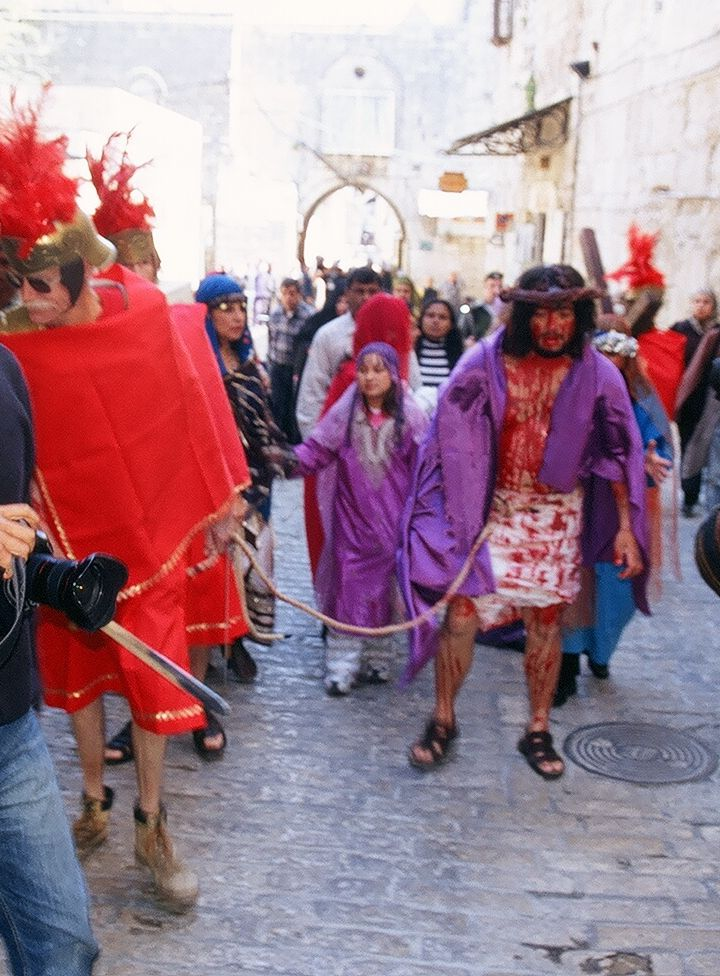
Rievocazione storica della Via Crucis a Gerusalemme lungo la Via Dolorosa.

Diagramma della Chiesa del Santo Sepolcro la quale si ritiene che sia sorta sul luogo del Calvario e della tomba di Gesù.

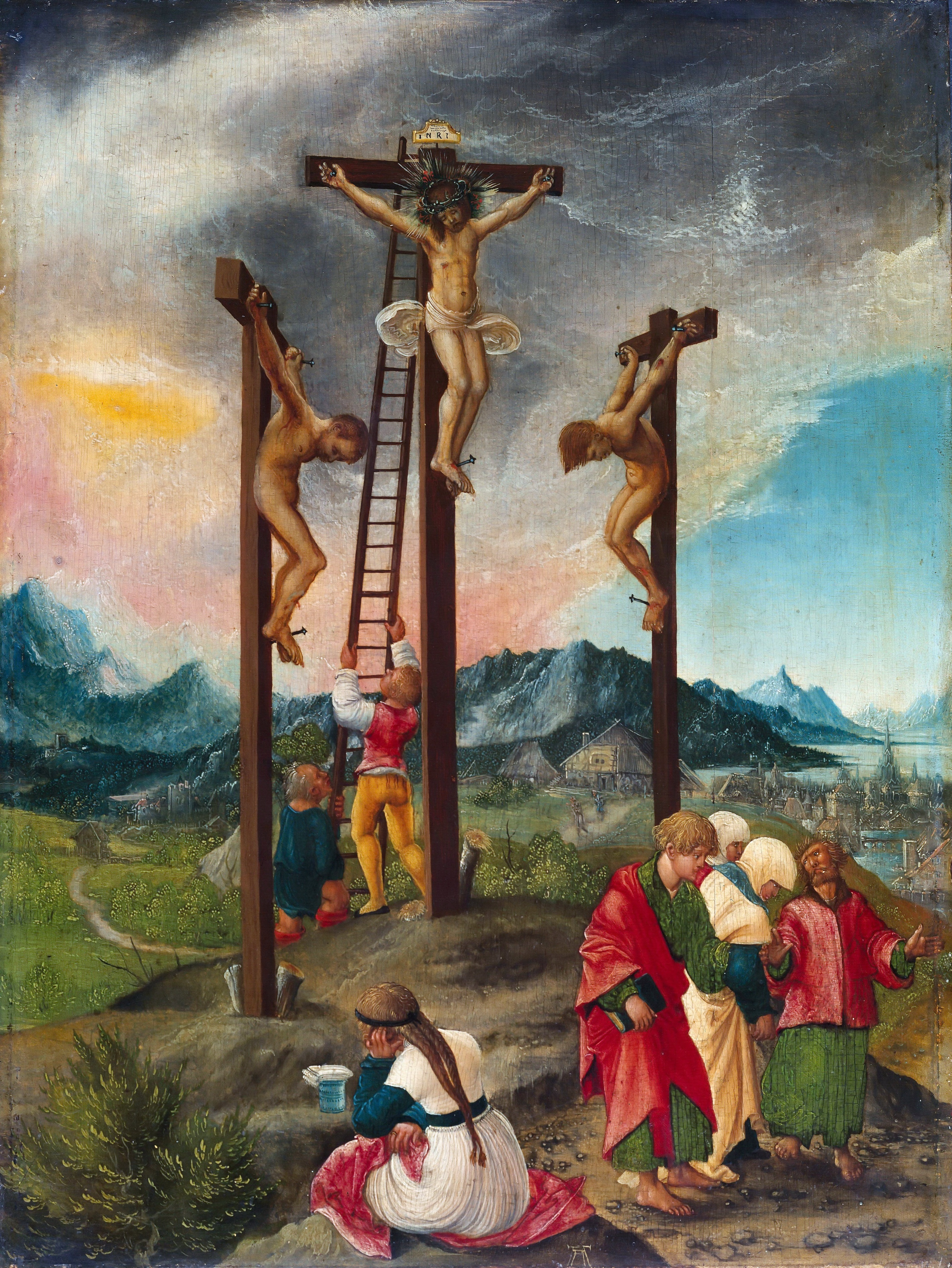
Crocifissione di Cristo, di Albrecht Altdorfer

Lungo la Via Crucis, i soldati sono costretti a chiedere ad un uomo presente tra la folla, Simone il Cireneo, di portare la croce di Gesù per lui, motivo per il quale però Marco non ci informa. Cirene si trovava nell'Africa settentrionale e non si spiega come mai egli fosse a Gerusalemme in quel momento. Marco descrive anche egli era padre di due figli, Alessandro e Rufo.

### Versetto 21
Allora costrinsero un tale che passava, un certo Simone di Cirene che veniva dalla campagna, padre di Alessandro e Rufo, a portare la croce.
Il fatto che Marco si soffermi a descrivere la patria di provenienza di Simone e i nomi dei suoi due figli suggerisce il fatto che essi fossero tra i primi cristiani noti al pubblico dell'evangelista. Paolo parla di un certo Rufo nella Lettera ai Romani 16,13. Una sepoltura a caverna scoperta nel 1941 nella valle del Cedron da E. L. Sukenik, appartenente a ebrei della Cirenaica e data al 70 d.C. circa, ha riportato l'iscrizione greca "Alessandro figlio di Simone". Ad ogni modo non si ha la certezza assoluta che si tratti della stessa persona descritta nel vangelo di Marco.
Il luogo di arrivo è quello che in ebraico è noto col nome di Golgota che Marco riporta essere noto come il "luogo del cranio". Quest'ultimo riferimento è probabilmente un'indicazione a una parte rocciosa e spoglia.
I soldati offrono a Gesù vino e mirra come sedativo, ma egli rifiuta. Marco semplicemente dice che essi lo crocifissero e si divisero le sue vesti.
Secondo Marco, era la "terza ora" quando Gesù venne crocifisso, il che significa che erano le 9.00 di mattina in quanto erano la terza ora dopo il sorgere del sole, sebbene altri vangeli come quello di Giovanni riportino che la condanna di Gesù giunse alla sesta ora, ovvero a mezzogiorno. L'accusa di Gesù viene appesa alla croce stessa "RE DEI GIUDEI" (INRI).
Due criminali vengono crocifissi a fianco di Gesù e secondo Marco 15, entrambi si prendevano gioco di Gesù, anche sulla croce. A differenza del vangelo di Marco, Luca riporta anche un dialogo tra i ladroni e Gesù. Le persone presenti insultano Gesù e lo scherniscono per aver detto di essere in grado di distruggere e poi ricostruire il tempio di Gerusalemme in tre giorni, fatto detto poco prima e per cui Gesù viene ingiustamente accusato di blasfemia. I sommi sacerdoti sono presenti alla crocifissione e chiedono, se egli è veramente il Cristo, perché non scenda dalla croce e si salvi, salvando anche gli altri suoi due compagni di supplizio.
Marco sottolinea in particolare quest'ultima frase per evidenziare come mai, se Gesù è davvero il Messia, non si salvi dalla morte. Marco dice che, come nei miracoli compiuti da Gesù, egli avrebbe potuto chiedere l'aiuto di Dio ma non lo fa, perché Gesù sa bene che la sua morte rientra nel progetto di redenzione di Dio e nel suo ruolo di Messia.

## La morte di Gesù
Secondo Marco:

### Versetti 33–39
Venuto mezzogiorno, si fece buio su tutta la terra, fino alle tre del pomeriggio. Alle tre Gesù gridò con voce forte: Eloì, Eloì, lemà sabactàni?, che significa: Dio mio, Dio mio, perché mi hai abbandonato? Alcuni dei presenti, udito ciò, dicevano: «Ecco, chiama Elia!». Uno corse a inzuppare di aceto una spugna e, postala su una canna, gli dava da bere, dicendo: «Aspettate, vediamo se viene Elia a toglierlo dalla croce». Ma Gesù, dando un forte grido, spirò.
Il velo del tempio si squarciò in due, dall'alto in basso.
Allora il centurione che gli stava di fronte, vistolo spirare in quel modo, disse: «Veramente quest'uomo era Figlio di Dio!»
Il soldato alla fine riconosce probabilmente che qualcosa di particolare sta succedendo alla morte di Gesù, ma alcuni hanno fatto notare che quella frase potrebbe essere detta anche sarcasticamente. Questa frase riporta ad ogni modo a Marco 1,1 dove Gesù è identificato dall'evangelista come "il Figlio di Dio".
Il velo del tempio era la barriera tra il tempio interno e la parte esterna dello stesso, tra lo spazio riservato a Dio e quello riservato alla terra, attorno. Il suo squarcio è la vendetta di Gesù operata da Dio stesso in un luogo simbolico per la sua stessa venerazione, il tempio stesso. Il velo del tempio (sul quale erano ricamati dei cherubini, angeli posti a guardia dell'Eden dopo l'uscita di Adamo ed Eva) era visto come una barriera anche tra il Dio santo e l'uomo peccatore.

## Sepoltura di Gesù

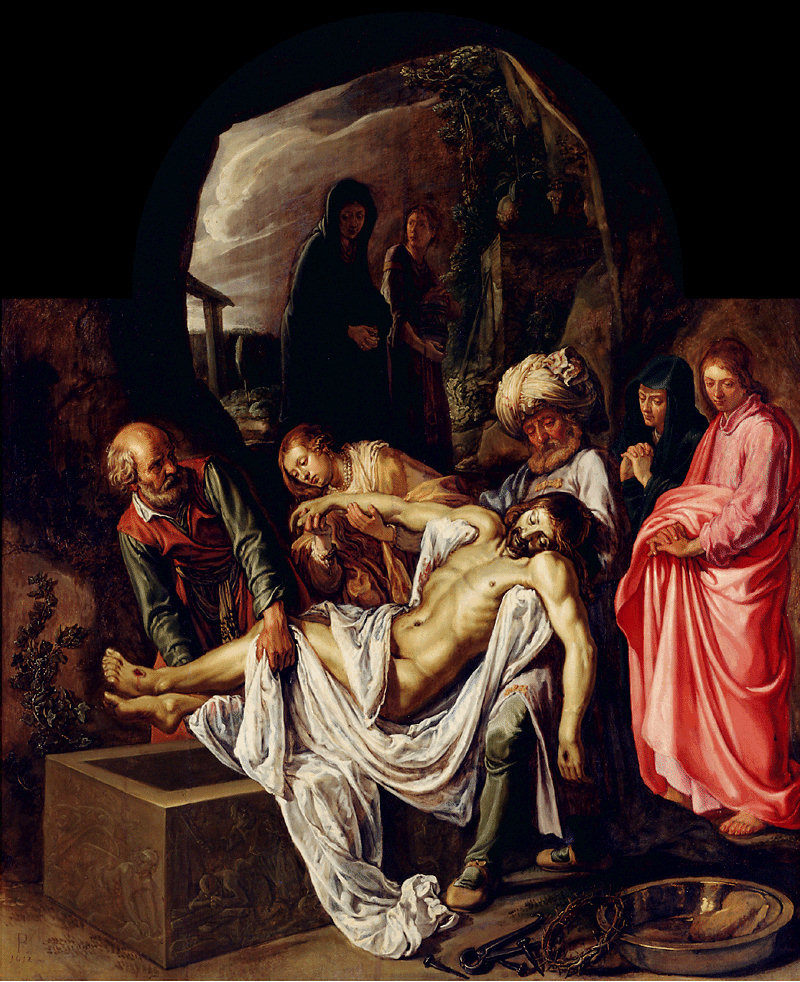
Sepoltura di Cristo di Pieter Lastman

### Versetti 40–41
C'erano anche alcune donne, che stavano ad osservare da lontano, tra le quali Maria di Màgdala, Maria madre di Giacomo il minore e di Ioses, e Salome, che lo seguivano e servivano quando era ancora in Galilea, e molte altre che erano salite con lui a Gerusalemme.
Maria Maddalena non è mai stata menzionata prima nel vangelo di Marco, e l'altra Maria non è evidentemente la madre di Gesù dal momento che viene indicata come madre di Giacomo il minore e di Ioses. Potrebbe trattarsi comunque di una parente. Salome era la madre di Giacomo il maggiore e di Giovanni apostolo. Il fatto che Marco non abbia citato questi personaggi in precedenza, lascia intuire come l'evangelista fosse poco interessato alla storicità di Gesù nel suo racconto.
La sera si avvicina e Giuseppe d'Arimatea, un membro del Sinedrio, che pure attendeva il regno di Dio, si porta da Pilato per reclamare il corpo di Gesù. Gli studiosi hanno notato come questo fatto appaia "inaspettato .. Giuseppe sta effettivamente portando il corpo di Gesù nella sua tomba di famiglia?" Il giorno successivo era il sabato, giorno sacro agli ebrei, e le salme dovevano essere sepolte prima del calar del sole. Secondo la legge mosaica, infatti, se qualcuno fosse stato ucciso prima del sabato, il suo corpo doveva essere rimosso. (Deuteronomio, 21,22–23) Pilato è sorpreso che Gesù sia morto così presto e ne chiede conferma, dando poi il permesso a Giuseppe di prendere il corpo di Gesù dalla croce.
Giuseppe lo avvolge in bende di lino e lo pone in un sepolcro, vi fa rotolare davanti una grande pietra, e se ne va. Non è chiaro se le due Marie fossero state presenti alla sepoltura: i biblisti tedeschi Meyer e Weiss riferiscono che il greco τέθειται (tetheitai, venne deposto) e quindi questo farebbe presupporre che "le donne non fossero presenti alla sepoltura di Gesù, ma semplicemente vollero sapere dove questa stava avvenendo". I corpi erano normalmente unti con oli profumati, ma qui sembra che non vi sia stato il tempo e per questo le donne prevedono di ritornare successivamente. La tomba era una delle tante che si trovavano attorno a Gerusalemme ed era posta in una cava di calcare.